# Scincidae
Los escíncidos (Scincidae) son una familia de saurópsidos (reptiles) escamosos; es el grupo más diverso de lagartos. Comprende los escincos, eskincos, esquincos o eslizones. Pertenece al suborden Scincomorpha. La familia Scincidae contiene unas 1200 especies de lagartos. Tienen una distribución geográfica mundial.

## Características
El tamaño de estos lagartos varía de 12 a 35 cm. Muchas especies tienen patas bien desarrolladas, pero en otras se dan todos los grados de reducción de las mismas, perdiéndose, bien las extremidades anteriores, bien las posteriores, o ambas a la vez. Es un reptil vertebrado, ovíparo, ectotérmico y de extremidades cortas.

## Biología y ecología
Su dieta generalmente es carnívora y son grandes comedores de insectos (grillos, saltamontes, escarabajos, orugas, etc.), arañas, lombrices, caracoles, isópodos, otros lagartos y pequeños roedores. 
Un 55 % de las especies son ovíparas, mientras que el resto son ovovivíparas.
Algunas especies están en peligro de extinción. Hay más especies terrestres o fosoriales (que se entierran) que especies arbóreas (trepadores) o acuáticas. Algunos son nadadores de la arena, sobre todo las especies del desierto. La mayoría son de hábitos diurnos, muy activos durante el día. Les gusta posarse en piedras o troncos de árboles para calentarse (baños de sol) durante el día.

## Clasificación
Se reconocen los siguientes géneros: 
- Género Ablepharus Lichtenstein, 1823
- Género Acontias Cuvier, 1817
- Género Afroablepharus Greer, 1974
- Género Alinea Hedges & Conn, 2012
- Género Amphiglossus Duméril & Bibron, 1839
- Género Androngo Brygoo, 1982
- Género Anomalopus Duméril & Duméril, 1851
- Género Aspronema Hedges & Conn, 2012
- Género Asymblepharus Eremchenko & Shcherbak, 1980
- Género Ateuchosaurus Gray, 1845
- Género Barkudia Annandale, 1917
- Género Bassiana Hutchinson, Donnellan, Baverstock, Krieg, Simms & Burgin, 1990
- Género Bellatorias Wells & Wellington, 1984
- Género Brachymeles Duméril & Bibron, 1839
- Género Brasiliscincus Hedges & Conn, 2012
- Género Caledoniscincus Sadlier, 1987
- Género Calyptotis De Vis, 1886
- Género Capitellum Hedges & Conn, 2012
- Género Carlia Gray, 1845
- Género Celatiscincus Sadlier, Smith & Bauer, 2006
- Género Chabanaudia de Witte & Laurent, 1943
- Género Chalcides Laurenti, 1768
- Género Chalcidoseps Boulenger, 1887
- Género Chioninia Mausfeld, Böhme, Misof, Vrcibradic & Rocha, 2002
- Género Coeranoscincus Greer & Cogger, 1985
- Género Coggeria Couper, Covacevich, Marsterson & Shea, 1996
- Género Concinnia Wells & Wellington, 1984
- Género Copeoglossum Tschudi, 1845
- Género Cophoscincopus Mertens, 1934
- Género Corucia Gray, 1855
- Género Cryptoblepharus Wiegmann, 1834
- Género Ctenotus Storr, 1964
- Género Cyclodomorphus Fitzinger, 1843
- Género Dasia Gray, 1839
- Género Egernia Gray, 1838
- Género Emoia Gray, 1845
- Género Eremiascincus Greer, 1979
- Género Eroticoscincus Wells & Wellington, 1984
- Género Eugongylus Fitzinger, 1843
- Género Eulamprus Fitzinger, 1843
- Género Eumeces Wiegmann, 1834
- Género Eumecia Bocage, 1870
- Género Eurylepis Blyth, 1854
- Género Eutropis Fitzinger, 1843
- Género Exila Hedges & Conn, 2012
- Género Feylinia Gray, 1845
- Género Fojia Greer & Simon, 1982
- Género Geomyersia Greer & Parker, 1968
- Género Geoscincus Sadlier, 1987
- Género Glaphyromorphus Wells & Wellington, 1984
- Género Gnypetoscincus Wells & Wellington, 1984
- Género Gongylomorphus Fitzinger, 1843
- Género Graciliscincus Sadlier, 1987
- Género Haackgreerius Lanza, 1983
- Género Hakaria Steindachner, 1899
- Género Harrisoniascincus Wells & Wellington, 1985
- Género Hemiergis Wagler, 1830
- Género Hemisphaeriodon Peters, 1867
- Género Insulasaurus Taylor, 1925
- Género Isopachys Lönnberg, 1916
- Género Janetaescincus Greer, 1970
- Género Jarujinia Chan-Ard, Makchai & Cota, 2011
- Género Kaestlea Eremchenko & Das, 2004
- Género Kanakysaurus Sadlier, Bauer, Smith & Whitaker, 2004
- Género Lacertaspis Perret, 1975
- Género Lacertoides Sadlier, Shea & Bauer, 1997
- Género Lamprolepis Fitzinger, 1843
- Género Lampropholis Fitzinger, 1843
- Género Lankascincus Greer, 1991
- Género Larutia Böhme, 1981
- Género Leiolopisma Duméril & Bibron, 1839
- Género Lepidothyris Cope, 1892
- Género Leptoseps Greer, 1997
- Género Leptosiaphos Schmidt, 1943
- Género Lerista Bell, 1833
- Género Liburnascincus Wells & Wellington, 1984
- Género Liopholis Fitzinger, 1843
- Género Lioscincus Bocage, 1873
- Género Lipinia Gray, 1845
- Género Lissolepis Peters, 1872
- Género Lobulia Greer, 1974
- Género Lygisaurus De Vis, 1884
- Género Lygosoma Hardwicke & Gray, 1827
- Género Mabuya Fitzinger, 1826
- Género Madascincus Brygoo, 1982
- Género Manciola Hedges & Conn, 2012
- Género Maracaiba Hedges & Conn, 2012
- Género Marisora Hedges & Conn, 2012
- Género Marmorosphax Sadlier, 1987
- Género Melanoseps Boulenger, 1887
- Género Menetia Gray, 1845
- Género Mesoscincus Griffith, Ngo & Murphy, 2000
- Género Mochlus Günther, 1864
- Género Morethia Gray, 1845
- Género Nangura Covacevich, Couper & James, 1993
- Género Nannoscincus Günther, 1872
- Género Nessia Gray, 1839
- Género Niveoscincus Hutchinson, Donnellan, Baverstock, Krieg, Simms & Burgin, 1990
- Género Notomabuya Hedges & Conn, 2012
- Género Notoscincus Fuhn, 1969
- Género Oligosoma Girard, 1857
- Género Ophiomorus Duméril & Bibron, 1839
- Género Ophioscincus Peters, 1874
- Género Orosaura Hedges & Conn, 2012
- Género Otosaurus Gray, 1845
- Género Pamelaescincus Greer, 1970
- Género Panaspis Cope, 1868
- Género Panopa Hedges & Conn, 2012
- Género Papuascincus Allison & Greer, 1986
- Género Paracontias Mocquard, 1894
- Género Parvoscincus Ferner, Brown & Greer, 1997
- Género Phoboscincus Greer, 1974
- Género Pinoyscincus Linkem, Diesmos & Brown, 2011
- Género Plestiodon Duméril & Bibron, 1839
- Género Prasinohaema Greer, 1974
- Género Proablepharus Fuhn, 1969
- Género Proscelotes de Witte & Laurent, 1943
- Género Pseudemoia Fuhn, 1967
- Género Pseudoacontias Bocage, 1889
- Género Psychosaura Hedges & Conn, 2012
- Género Pygomeles Grandidier, 1867
- Género Ristella Gray, 1839
- Género Saiphos Gray, 1839
- Género Saproscincus Wells & Wellington, 1983
- Género Scelotes Fitzinger, 1826
- Género Scincella Mittleman, 1950
- Género Scincopus Peters, 1864
- Género Scincus Laurenti, 1768
- Género Scolecoseps Loveridge, 1920
- Género Sepsina Bocage, 1866
- Género Sepsophis Beddome, 1870
- Género Sigaloseps Sadlier, 1987
- Género Simiscincus Sadlier & Bauer, 1997
- Género Sirenoscincus Sakata & Hikida, 2003
- Género Sphenomorphus Fitzinger, 1843
- Género Spondylurus Fitzinger, 1826
- Género Tachygyia Mittleman, 1952
- Género Techmarscincus Wells & Wellington, 1985
- Género Tiliqua Gray, 1825
- Género Trachylepis Fitzinger, 1843
- Género Tribolonotus Duméril & Bibron, 1839
- Género Tropidophorus Duméril & Bibron, 1839
- Género Tropidoscincus Bocage, 1873
- Género Typhlacontias Bocage, 1873
- Género Typhlosaurus Wiegmann, 1834
- Género Tytthoscincus Linkem, Diesmos & Brown, 2011
- Género Varzea Hedges & Conn, 2012
- Género Vietnascincus Darevsky & Orlov, 1994
- Género Voeltzkowia Boettger, 1893